# Секбан
Секбан были наемниками крестьянского происхождения в Османской империи. Термин секбан первоначально относился к нерегулярным военным подразделениям, особенно к тем, у которых нет оружия, но в конечном итоге он стал относиться к любой армии за пределами регулярных вооруженных сил. Секбанцы были не только лояльны к османскому государству, но и могли стать лояльными к любому, кто платил им достаточную зарплату.
Эти войска содержались за счет повышения налога, называемого секбан акчеси. Их набирали в таком количестве, что они стали самым многочисленным компонентом имперских армий. Использование этих войск в конечном итоге привело к серьёзным последствиям: окончание военных действий, как в войне против Персии в 1590 году и войне против Австрии в 1606 году, привело к тому, что большое количество секбанцев остались без работы или средств к существованию. В результате многие из этих солдат занялись разбоем и восстанием, и они разграбили большую часть Анатолии между 1596 и 1610 годами.
Соперничество между янычарами и секбаном в конечном итоге привело к восстанию. После того, как янычары потерпели поражение на румелийском фронте, в 1687 году они двинулись на Стамбул, чтобы свергнуть Мехмеда IV. Последний назначил Егена Османа Ага, самопровозглашенного командира секбана, держать янычар в узде. Однако Йегену Осману не удалось добиться этого, и Мехмед IV был свергнут.
Его преемник Сулейман II продолжил политику своего предшественника, сделав Егена Османа генерал-губернатором Румелии. Еген Осман, к тому времени паша, затем попытался стать великим визирем. Когда это произошло, действующий великий визирь объявил корпус секбан вне закона, угрожая казнью солдатам, которые не захотели расходиться, и началась гражданская война.
Секбан одержал верх, но дальнейший поворот центральной администрации Османской Империи привел к тому, что Еген Осман был схвачен и казнен. Это не положило конец восстаниям секбан, и хотя в 1698 году султан достиг соглашения с секбан, предоставив им гарантии в обмен на хорошее поведение в будущем, соглашение было быстро нарушено, и восстания секбан продолжались на протяжении всего 18-го века.